# Brandi Carlile
Brandi Marie Carlile (sinh ngày 1 tháng 6 năm 1981) là một ca sĩ-nhạc sĩ người Mỹ. Âm nhạc của cô bao gồm nhiều thể loại, trong đó có folk rock, alternative country, Americana, và classic rock.
Sinh trưởng tại Ravensdale, Washington, một thị trấn nông thôn ở phía đông nam của Seattle, Carlile bỏ học Trung học để theo đuổi sự nghiệp ca hát. Tính đến năm 2021, Carlile đã phát hành 7 album phòng thu. Album ra mắt với hãng đĩa lớn đầu tiên của cô, Brandi Carlile (2005), được đón nhận với nhiều lời khen ngợi. Carlile nhận được sự chú ý rộng rãi hơn với đĩa đơn "The Story" năm 2007, từ album cùng tên. Sau đó, Carlile phát hành các album Give Up the Ghost (2009), Bear Creek (2012), The Firewatcher's Daughter (2015), By the Way, I Forgive You (2018) và In These Silent Days (2021).
Carlile đã nhận được 27 đề cử và thắng 9 giải Grammy, bao gồm 3 đề cử cho việc sản xuất và sáng tác trong album While I'm Livin' (2019) của ca sĩ người Mỹ Tanya Tucker. Carlile là nữ nghệ sĩ nhận nhiều đề cử nhất tại Giải Grammy lần thứ 61 với 6 đề cử, bao gồm Album của năm (By the Way, I Forgive You), Bài hát của năm và Ghi âm của năm ("The Joke"). Năm 2019, Carlile thành lập ban nhạc nữ 4 thành viên The Highwomen với các nữ nghệ sĩ Amanda Shires, Maren Morris và Natalie Hemby. The Highwomen phát hành album đầu tay vào năm 2019, nhận được nhiều lời khen ngợi từ giới phê bình và thành công về mặt thương mại, giành giải Grammy cho Bài hát nhạc đồng quê xuất sắc nhất năm 2021 với ca khúc "Crowded Table".
Carlile đã nhận được 2 giải Emmy. Năm 2022, Carlile giành giải Emmy Trẻ em và Gia đình đầu tiên ở hạng mục Chương trình ngắn xuất sắc cho series truyền hình We the People. Năm 2023, cô nhận giải Emmy thứ hai ở hạng mục Ca khúc gốc xuất sắc cho chương trình mầm non cho series YouTube "Jam Van".
Carlile đã tham gia các hoạt động từ thiện và gây quỹ, bao gồm viện trợ nhân đạo, cứu trợ trong Đại dịch COVID-19, công lý chủng tộc và quyền LGBT.

## Danh sách đĩa nhạc
Album phòng thu
- Brandi Carlile (2005)
- The Story (2007)
- Give Up the Ghost (2009)
- Bear Creek (2012)
- The Firewatcher's Daughter (2015)
- By the Way, I Forgive You (2018)
- In These Silent Days (2021)

với The Highwomen
- The Highwomen (2019)

Khác
- Cover Stories (2017)

Sản xuất
- You Don't Own Me Anymore của The Secret Sisters (2017)
- While I'm Livin' của Tanya Tucker (2019)
- Saturn Return của The Secret Sisters (2020)
- Second Nature của Lucius (2022)
- Brandy Clark của Brandy Clark (2023)
- Sweet Western Sound của Tanya Tucker (2023)